# Родолф Кройцер
Родо̀лф Кро̀йцер (собственото име на френски, фамилията на немски: Rodolphe Kreutzer, 16 ноември 1766 – 6 януари 1831) е френски цигулар, композитор и диригент.
Един от основоположниците на френската цигулкова школа от 19 век. По произход немец, получава първите си уроци по цигулка от баща си. От създаването на Парижката консерватория (1795) до 1821 е професор там. Заедно с Пиер Байо създава класическата методика на преподаване на свиренето на цигулка. Оставя след себе си богато творчество – 19 концерта за цигулка, 40 опери, но е известен преди всичко със сборника си етюди (42 études ou caprices, 1796), който се използва като учебно помагало и до днес.
Бетховен му посвещава соната за цигулка и пиано (т. нар. „Кройцерова соната“), която той обаче никога не изпълнява.